# Замок Клонтарф
Замок Клонтарф (англ. Clontarf Castle; ирл. Caisleán Chluain Tarbh) — один из замков Ирландии, расположенный в графстве Дублин. 

## История
Первый замок Клонтарф о котором известно историкам и который затем был полностью разрушен, восстановлен в 1172 году Хью де Лейси — лорд Мит и его арендатор Адам де Фэпоу. Затем замком Клонтарф владели рыцари из ордена Тамплиеров, вплоть до запрета ордена в 1308 году. После этого замок перешел во владение рыцарей из ордена Госпитальеров. Но потом замок конфисковали у Госпиталььеров как и многие другие замки и монастыри. Последним обладателем замка был Джон Равсон — виконт Клонтарф, получивший титул виконта в обмен на замок, который он передал английской короне. 
В 1600 году королева Елизавета I даровала поместье и замок Клонтарф сэру Джеффри Фентону, её государственному секретарю из Ирландии. Замок унаследовали его потомки — семья Кинг. Джордж Кинг Клонтарфский участвовал в Ирландском восстании 1641 года на Ирландской конфедерации. Повстанцы были разбиты, имение и замок Клонтарф были конфискованы. 
После того как Оливер Кромвель утопил ирландское восстание в крови, завоевал Ирландию, имение и замок Клонтарф он подарил капитану Джону Блэквеллу 14 августа 1649 года. Впоследствии капитан Блэквелл продал замок и поместье Джону Вернону — генерал-квартирмейстер армии Оливера Кромвеля. Семья Вернон владела замком около 300 лет. 
В 1660 году Джон Вернон передал замок Клонтарф своему сыну — Эдварду Вернону. Эдвард умер в 1684 году и одна из его сестер завладела замком. В 1695 году двоюродный брат Эдварда — также на имя Джон Вернон утверждал, что его права на замок были ему подарены актом парламента в 1698 году. 
Последний из семьи Вернон по прямой мужской линии — Эдвард Вернон Кингстон, унаследовавший замок и поместье после смерти своего отца Эдварда в 1913 году. Он жил в замке всего шесть месяцев, после чего он передал замок Джону Джорджу Олтону и его жене Мони. Замок был наконец окончательно выкуплен Олтоном в собственность в 1933 году. 
Джон Джордж Олтон умер в замке Клонтарф 17 апреля 1952 и замок был оставлен его сыну — Десмонду, который продал имущество, чтобы оплатить похороны отца и другие расходы и долги. 
Замок оставался без владельца до 1957 года, когда его выкупила миссис Эган, что, в свою очередь продала его Эдди Ригану в 1960-е годы. Гэрри и Кармел Хулиган купили замок в 1972 году и превратили его в популярное место отдыха, устроили там кабаре, которое функционировало до 1998 года. 
Замок снова открыл свои двери для публики как четырехзвездочный отель в июне 1997 года. 